# Current 93
A Current 93 nevű, '80-as évek óta létező indusztriális zenei csoportosulást mára az apokaliptikus folk zenei stílus megalapítójaként és legnevesebb előadójaként tartjuk számon. A Current 93  gyakorlatilag David Tibet szólóprojektje, de rengeteg társzenész fordult már meg a zenekarban. A  közös munkából született már dal többek közt Nick Cave-vel vagy Björkkel is.

## Története
Az együttest 1982-ben alapította Angliában David Tibet, John Balance és Fritz Haaman. Az első  kislemezük kiadása után Balance kilépett, hogy létrehozza a Coilt, Haaman pedig visszatért a saját  zenekarába. Ennek ellenére Balance több lemez elkészítésében részt vett, személyes barátság fűzte  Tibethez. Az első nagylemezt, a Nature Unveiledet Tibet már a Nurse with Wound frontemberével, Stephen Stapletonnal közösen készítette. Stapleton azóta kulcsfigurája a zenekarnak.
Tibet '86-ban Nepálból hazatérve felvette, és kiadta a Current 93 első konceptalbumát az In  Menstrual Nightot, mely olyan tárgyakat jár körül, mint a Hold, a menstruáció vagy Jézus Krisztus,  mint az Álmok Királya és Minden Játszótér Ura. Tibet ugyanebben az évben kezdte el a zenéjét  „apocalyptic folk”-nak címkézni,  melyet világvégi népségként lehetne  fordítani. Később több neofolk zenekar is  átvette ezt a megnevezést. David Tibet zenekara az 1980-as évek brit experimentális zenei undergroundjának elismert tagja lett.
A Current 93 kezdeti nyers, okkult, indusztriális zenéjét a '80-as évek második felében kezdte el  fokozatosan leváltani a zenekar mai megszólalására jellemző, népzenei hatású, világvégi hangulatú  stílus. Ez többek közt Douglas P.-nek, a Death in June frontemberének köszönhető, aki a kezdetektől  fogva nagy hatással volt Tibet a zenéhez való mágikus-vallásos hozzáállására.  Douglas P. több Current 93 lemezen és koncerten  gitározott 1986 és 1993 között. Később, a Tibettel való nézeteltérései után Michael Cashmore vette át a helyét, aki gitáron, majd később zongorán és egyéb akusztikus hangszereken  kíséri a Current 93 dalokat.
Közel 30 éves fennállása alatt a Current 93 számtalan nagylemezt, EP-t, koncertfelvételt és  különböző kollaborációkat jelentetett meg a legkülönbözőbb stílusokban a zongorával kísért lírai  balladáktól kezdve (Soft Black Stars, 1998) a Black Sabbath-típusú doom metalig (Aleph at  Hallucinatory Mountain, 2009).

## Zenei stílus
A Current 93 tagjai a '80-as évek brit indusztriális és dark ambient színterének szereplőiként végtelenített szalagokkal és szintetizátorokkal állítottak elő a hallgatót sokkoló nyugtalanító zajokat, melyre David Tibet betorzított hangon suttogta, üvöltötte vagy kántálta fel a különböző okkult célzatú szövegeket. Részben most is eleme ez a Current 93 zenéjének: kislemezeken, átkötésekben, vagy dalok részeként lehet találkozni hasonló effektekkel.
Ennek ellenére a Current 93 a '90-es évekre jelentősen megváltozott. David Tibet rendkívül szuggesztíven, félig szavalva, félig énekelve adja elő a sokszor elvont és szürreális  szövegvilágú dalait. A dalszövegekben a kezdetektől fogva jelen van a halál motívuma, és fontosak  a különböző vallási utalások, de Tibet szövegei mára a Crowley-féle miszticizmus helyett a gnosztikus kereszténység bonyolult szimbólumrendszeréből táplálkoznak. A zenei kíséret rendszerint angol népzenei hatású, akusztikus hangszereken előadott, rövid, melankolikus, repetitív dallamokból áll.

## Diszkográfia

### Fontosabb lemezek
| Év   | Cím                                         |
| ---- | ------------------------------------------- |
| 1984 | Nature Unveiled                             |
| 1984 | Dogs Blood Rising                           |
| 1985 | Live at Bar Maldoror                        |
| 1986 | In Menstrual Night                          |
| 1987 | Dawn                                        |
| 1987 | Imperium                                    |
| 1988 | Christ and the Pale Queens Mighty in Sorrow |
| 1988 | Swastikas for Noddy                         |
| 1988 | Earth Covers Earth                          |
| 1991 | Island (HÖH-vel közösen)                    |
| 1992 | Thunder Perfect Mind                        |
| 1994 | Of Ruine or Some Blazing Starre             |
| 1996 | All The Pretty Little Horses                |
| 1998 | Soft Black Stars                            |
| 2000 | Sleep Has His House                         |
| 2006 | Black Ships Ate the Sky                     |
| 2009 | Aleph at Hallucinatory Mountain             |
| 2010 | Baalstorm, Sing Omega (December 1971)       |

## Ajánlott olvasmány
- David Keenan. England's Hidden Reverse: A Secret History of the Esoteric Underground (angol nyelven). SAF Publishing Ltd (2009). ISBN 0946719675